# Tàngara embridada
La tàngara embridada (Thlypopsis superciliaris) és un ocell de la família dels tràupids (Thraupidae).

## Hàbitat i distribució
Habita la selva pluvial, clars i vegetació secundària als Andes del nord-oest de Veneçuela. centre i sud de Colòmbia, Equador, nord-oest i est del Perú i oest de Bolívia.